# Sarah Mayer
Pour les articles homonymes, voir Mayer.
Sarah Mayer (née le 20 mai 1991) est une athlète allemande, spécialiste du lancer du javelot. 

## Biographie
En 2011, à Ostrava, elle s'adjuge la médaille d'or des championnats d'Europe espoirs avec la marque de 59,29 m. Elle remporte la médaille d'argent lors de l'édition suivante, en 2013 à Ostrava, devancée par la Lettone Līna Mūze.

### Palmarès
| Date | Compétition                   | Lieu     | Résultat | Performance |
| ---- | ----------------------------- | -------- | -------- | ----------- |
| 2009 | Championnats d'Europe juniors | Novi Sad | 11e      | 44,62 m     |
| 2010 | Championnats du monde juniors | Moncton  | 10e      | 48,89 m     |
| 2011 | Championnats d'Europe espoirs | Ostrava  | 1re      | 59,29 m     |
| 2013 | Championnats d'Europe espoirs | Tampere  | 2e       | 55,43 m     |

### Records
| Épreuve           | Performance | Lieu    | Date            |
| ----------------- | ----------- | ------- | --------------- |
| Lancer du javelot | 59,29 m     | Ostrava | 16 juillet 2011 |